# Lotte Schädle
Lotte Schädle (* 23. Oktober 1926 in Füssen) ist eine deutsche Opern-, Operetten-, Lied- und Konzertsängerin (Sopran).

## Leben
Lotte Schädle gewann mehrere Gesangswettbewerbe, wo auch ihre Stimme entdeckt wurde. Folgend studierte sie Gesang an der Münchener Musikhochschule bei Mara Pringsheim. Im Jahre 1954 debütierte sie an der Bayerischen Staatsoper als Blonde in Die Entführung aus dem Serail. Dort wurde sie in zahlreichen Partien aus dem Fachgebiet der Soubrette vom Publikum gefeiert.
1957 wurde Lotte Schädle an das Opernhaus Nürnberg als lyrischer und Koloratursopran verpflichtet. Hier wirkte sie 1962 in der Uraufführung der Oper Der Glücksfischer von Mark Lothar mit. Im selben Jahr kehrte sie wieder an die Oper von München zurück. Dort sang sie dann alle großen Partien ihres Faches. Dabei waren ihre Glanzrollen die Gilda in Rigoletto, die Najade in Ariadne auf Naxos, die Marie in Der Waffenschmied, die Isotta in Die schweigsame Frau etc. 1957–58 und nochmals 1967 gastierte die Sopranistin bei den Bayreuther Festspielen als eines der Blumenmädchen im Parsifal. 1965 sang sie beim Edinburgh Festival die Rolle der Blonde.
Lotte Schädle, die 1966 zur Bayerischen Kammersängerin ernannt wurde, gehörte neben Erika Köth, Sári Barabás, Hertha Töpper und Rosl Schwaiger, um nur einige zu nennen, zu den vielumjubelten Publikumslieblingen des Münchner Opernhauses. Von der Opernbühne verabschiedete sich die Sängerin 1980 an der Bayerischen Staatsoper in dem von Georg Friedrich Händel komponierten Oratorium Judas Maccabäus.
Die Sopranistin, die auch gerne Operetten sang, z. B. die Mirabella oder Saffi in Der Zigeunerbaron, gastierte auf den großen Bühnen des deutschsprachigen Raumes (Wien, Salzburg, Berlin, Zürich etc.) und darüber hinaus. Ferner war sie im Konzertsaal vor allem eine hochgeschätzte Bach-Interpretin. Konzerttourneen führten sie nach Österreich, Italien, in die Schweiz und in alle großen deutschen Städte.

## Diskografie (Auswahl)
- Die Entführung aus dem Serail (Deutsche Grammophon 1965)
- Der Freischütz (Ariola-Eurodisc 1967)
- Der Wildschütz (EMI 1963)
- Der Waffenschmied (EMI 1964)
- Schwarzwaldmädel (Ariola-Eurodisc 1964)
- Der Zigeunerbaron (Ariola-Eurodisc 1964)
- Die Abreise (Aufnahme München 1964, CD Calig 1997)

## Ehrungen
- Bayerischer Verdienstorden